# Sobrevivência na selva
Dentre os treinamentos que se realizam nas Forças Armadas está o de sobrevivência na selva. Este treinamento consiste de práticas não habituais, como encontrar água em locais improváveis, fazer fogo sem recursos artificiais e adquirir alimento apenas da natureza, construir abrigos e armadilhas, conhecer e evitar animais peçonhentos e acidentes, navegar em área de selva utilizando-se de bússola ou, na falta desta, de outros meios de orientação.
Uma vez treinados, os militares são expostos a situações nas quais praticam seus conhecimentos, entrando em áreas naturais e simulando eventuais desastres.